# Constantin Möstl
Constantin Möstl (Viena, 1 de abril del 2000) es un jugador de balonmano austriaco que juega de portero en el TBV Lemgo. Es internacional con la selección de balonmano de Austria.
Su primer gran campeonato con la selección fue el Campeonato Europeo de Balonmano Masculino de 2024, donde fue un de las gratas sorpresas, al colarse entre los mejores guardametas del campeonato al sumar 81 paradas en 229 lanzamientos, consiguiendo un gran 35% de eficacia.

## Palmarés

### Handball West Wien
- Liga de Austria de balonmano (1): 2023

## Clubes
| Club               | País     | Año       |
| ------------------ | -------- | --------- |
| Handball West Wien | Austria  | 2019-2023 |
| Alpla HC Hard      | Austria  | 2023-2024 |
| TBV Lemgo          | Alemania | 2024-Act. |